# Legg Mason Building
El Legg Mason Building (antes conocido como USF&G) es un rascacielos ubicado en el centro de Baltimore, Maryland completado en 1973.  Con 161 metros de altura, es el edificio más alto de Baltimore, así como el más alto del estado de Maryland y el más alto entre Filadelfia, Pensilvania y Raleigh, Carolina del Norte (luego del RBC Plaza construido en el 2008) .
El edificio se ubica en la manzana rodeada por las calles Lombard Street, Charles Street, Pratt Street y Light Street.
Uno de los ocupantes iniciales del edificio fue la empresa Legg Mason, Inc., hasta el 2009. En febrero de 2007 Legg Mason anunció que se mudaría a un nuevo rascacielos en el proyecto de desarrollo en Inner Harbor East, mudándose cuando este se completó en el verano del 2009.  Previamente el edificio estuvo ocupado por USF&G, pero lo vendieron al ser adquiridos por St. Paul Companies, que actualmente es parte de The Travelers Companies.
En el 2011, se convirtió en la casa de la firma de abogados Baltimore Ober|Kaler.